# Sébastien Toutant
Pour les articles homonymes, voir Toutant.
Sébastien Toutant (né à Repentigny le 9 novembre 1992) est un snowboarder canadien. Il a commencé jeune à se faire connaitre sur les pentes de ski. En effet, en 2006, il a remporté le big air au Empire Shakedown. Il a remporté 10 000$ ainsi que la victoire à la maison.En 2011, il remporte une médaille d'argent au Snowboard Big Air à Aspen, dans le Colorado, derrière Torstein Horgmo. Le 2 avril 2011, il remporte le ride shakedown pour la troisième fois de sa carrière.
Il est également l'un des participants des Winter X Games 2012. Sébastien Toutant est commandité par Empire, Ride Snowboard, Oakley, RedBull, O'Neill ainsi que Giro.
Aux Jeux olympiques de Pyeongchang de 2018, il gagne la médaille d'or au big air en surf des neiges.
En 2021, il termine deuxième en slopestyle au championnat du monde.

## Palmarès

### Jeux olympiques
| Édition / Épreuve   | Big Air | Slopestyle |
| ------------------- | ------- | ---------- |
| JO 2014 Sotchi      | -       | 9e         |
| JO 2018 Pyeongchang | Or      | 11e        |

### Championnats du monde
- Aspen - Mondiaux 2021 :
  -  Médaillé d'argent en slopestyle.

### Coupe du monde
- 6 podiums dont 5 victoires.